# تصویر حقیقی

بالا: شکل گرفتن یک تصویر حقیقی با استفاده از لنز محدب. پایین: شکل‌گیری یک تصویر حقیقی با استفاده از یک آینه مقعر. در هر دو شکل، f نقطه کانونی، Oجسم و I تصویر است. خطوط آبی نشان دهنده پرتوهای نور است. می‌توان دید که تصویر توسط پرتوهای حقیقی نور تشکیل شده‌است و بنابراین می‌تواند یک تصویر قابل مشاهده بر روی یک پرده در موقعیت تصویر قرار گیرد.

تولید یک تصویرحقیقی. هر منطقه از آشکارساز یا پرده نشان دهنده نور تولید شده توسط یک منطقه متناظر از جسم است.

در اپتیک، یک تصویر حقیقی تصویریست که در نقطهٔ همگرایی پرتوهای نوری که از یک شی داده می‌شوند، واقع شده‌است. اگر یک پرده در محل تصویر حقیقی قرار داده شود، تصویر به‌طور کلی روی پرده قابل مشاهده است. نمونه‌هایی از تصویر حقیقی شامل تصویری است که روی پرده ی سینما دیده می‌شود (که منبع آن پروژکتور است)، تصویر تشکیل شده بر روی آشکارساز پشت دوربین و تصویر تشکیل شده روی شبکیه چشم. (دوربین و نور متمرکز چشم از طریق یک عدسی محدب داخلی). در تصویرهای پرتو (مانند عکس‌های سمت راست)، پرتوهای حقیقی همیشه کاملاً بازتاب می‌شوند، خطوط کامل و راست همیشه پرتوهای حقیقی نور را نشان می‌دهد و خطوط نقطه ای پرتوهای بازتاب شده را نشان می‌دهد. تصویر حقیقی زمانی رخ می‌دهد که پرتوها همگرا بشوند در حالیکه تصویر مجازی زمانی رخ می‌دهد که پرتوها به نظر می‌رسند که همگرا شده‌اند
تصاویر حقیقی را می‌توان با آینه‌های مقعر و عدسی‌های همگرا تولید کرد، فقط وقتی فاصلهٔ جسم تا آینه/عدسی بیشتر از فاصلهٔ جسم تا نقطهٔ کانونی باشد تصویر حقیقی تشکیل می‌شود. همان‌طور که جسم به نقطه کانونی نزدیک می‌شود، تصویر به بی‌نهایت نزدیک می‌شود، و هنگامی که جسم روی نقطه کانونی قرار گیرد، تصویر مجازی می‌شود و دیگر سر و ته نیست. فاصله با فاصلهٔ جسم تا عدسی یکسان نیست.